# Hard Knocks (film 1924)
Hard Knocks è un cortometraggio muto del 1924 diretto da James Parrott con protagonista il fratello Charley Chase.
Il film, una comica, fu distribuito il 2 marzo 1924.